# Margot Kidder

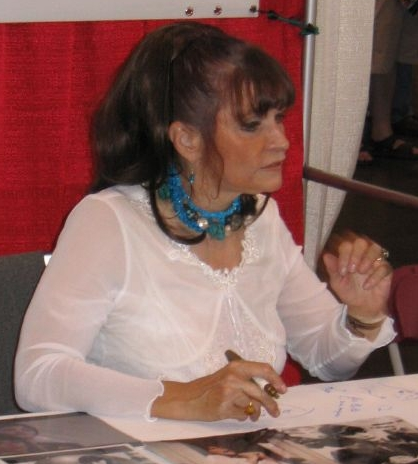
Margot Kidder

Margot Kidder (Yellowknife, 17 oktober 1948 – Livingston (Montana), 13 mei 2018) was een Canadees actrice. Ze kreeg op latere leeftijd de Amerikaanse nationaliteit.

## Carrière
Kidder begon haar televisie- en filmcarrière in 1968. Ze was in het begin van haar carrière vooral te zien in televisieseries, waaronder The Mod Squad en Barnaby Jones. Ook was ze te zien in verscheidene Canadese low-budget films.
Ze werd bekend toen ze te zien was in Brian De Palmas's Sisters (1973) en Black Christmas (1974). Ook werd ze populair door haar verschijning in de Playboy.
Kidder is waarschijnlijk het meest bekend van haar rol van Lois Lane in Superman (1978). Ze had ook een grote rol in Superman II (1980) en een kleine in Superman III (1983). In 2004 had ze een gastrol in een televisieserie over Superman; Smallville.
Andere bekende rollen van Kidder waren die in The Amityville Horror (1979), Some Kind of Hero (1982), Maverick (1994) en Angel Blade (2002).

## Privéleven
Kidder had een relatie met de Canadese minister-president Pierre Trudeau. Ze was drie keer getrouwd en gescheiden. In 1975 trouwde ze met Thomas McGuane; in 1976 kregen ze een kind. In 1979 was ze kort getrouwd met John Heard en in 1983 trouwde ze met Philippe de Broca. Ook deze verbintenis duurde niet lang.
Ze kreeg in 2005 de Amerikaanse nationaliteit. Ze was politiek actief voor de Democratische Partij en voerde actie tegen de Irakoorlog die de Verenigde Staten onder president George W. Bush voerde.  
Margot Kidder kampte met bipolaire stoornis en pleegde in 2018 op 69-jarige leeftijd zelfmoord.